# Arkels tingstad

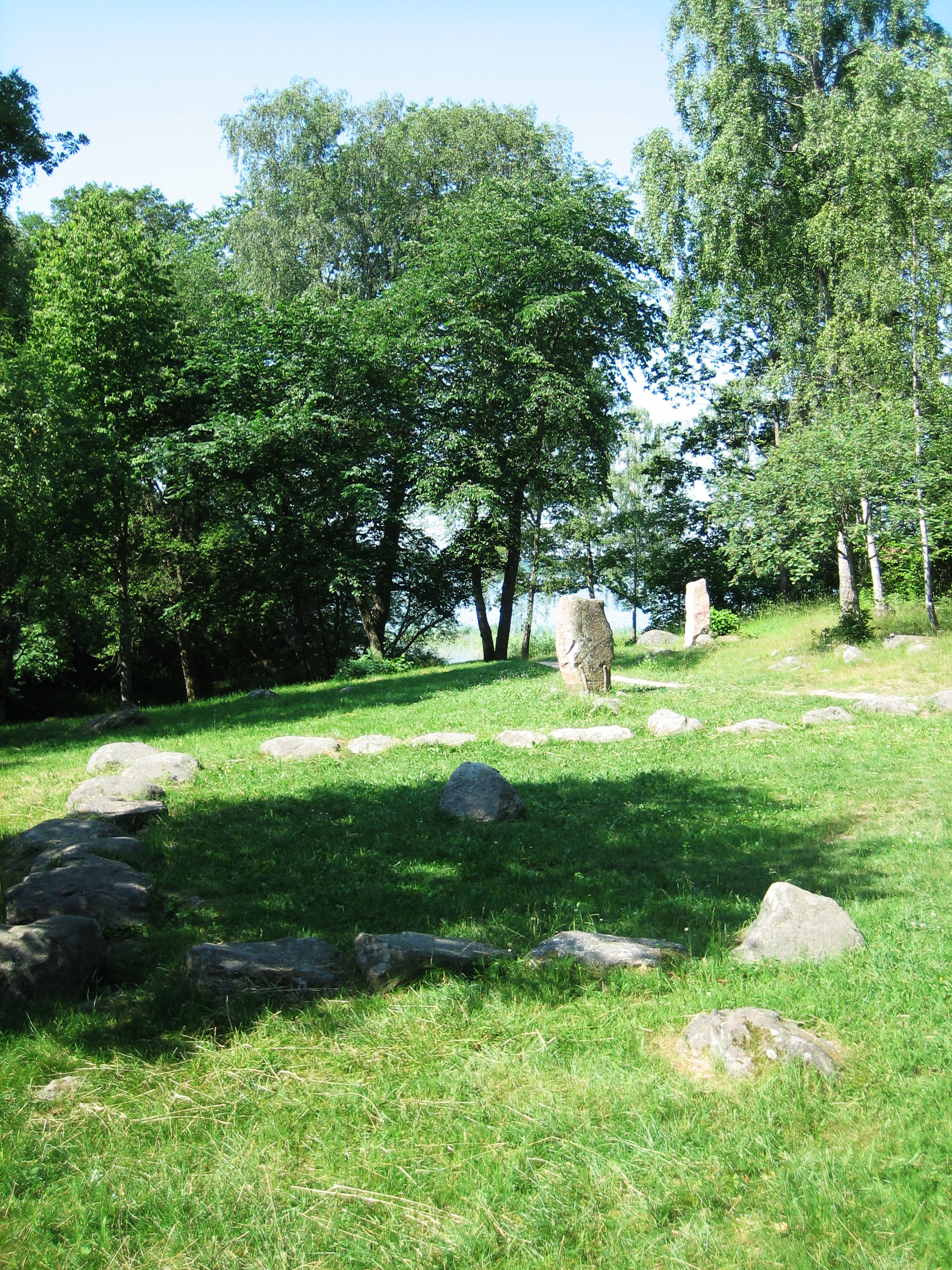
Arkels tingstad i juli 2009.

Arkels tingstad eller Arkils tingstad var Vallentuna härads första tingsplats och ligger vid Bällsta söder om Vallentuna kyrka i Vallentuna kommun norr om Stockholm. Tingsplatsen är från vikingatidens slut.
Tingsplatsen består idag av olika stenformationer, bland annat en rektangulär stensättning och två runstenar, U225 och U226. Texten på de båda runstenarna utgör tillsammans ett långt sorgekväde och de cirka 200 runor, som den ursprungliga skriften bestod av, är en av Upplands längsta. Det anses att tingsplatsen vid Vallentunasjöns nordöstra strand anlades av den så kallade Skålhamrasläkten, och tappade sin betydelse när den mäktige stormannen Jarlabanke, verksam på 1000-talet, anlade en ny tingsplats strax norr om Vallentunasjön.
Nedan följer hela sorgekvädet efter Ulv i Skålhamra på runstensmonumentet vid Arkels tingsplats:
"Ulvkel och Arnkel och Gye
de gjorde här tingsplats.
Ej skall en minnesvård
bliva större
än den Ulvs söner
gjorde efter honom,
raska svenner
åt sin fader.
De reste stenarna
och gjorde staven
även den stora
till hederstecken.
Också Gyrid
älskade sin make.
Därför i ett sorgekväde
skall han 'besjungas'.
Gunnar högg stenen".

## Bilder

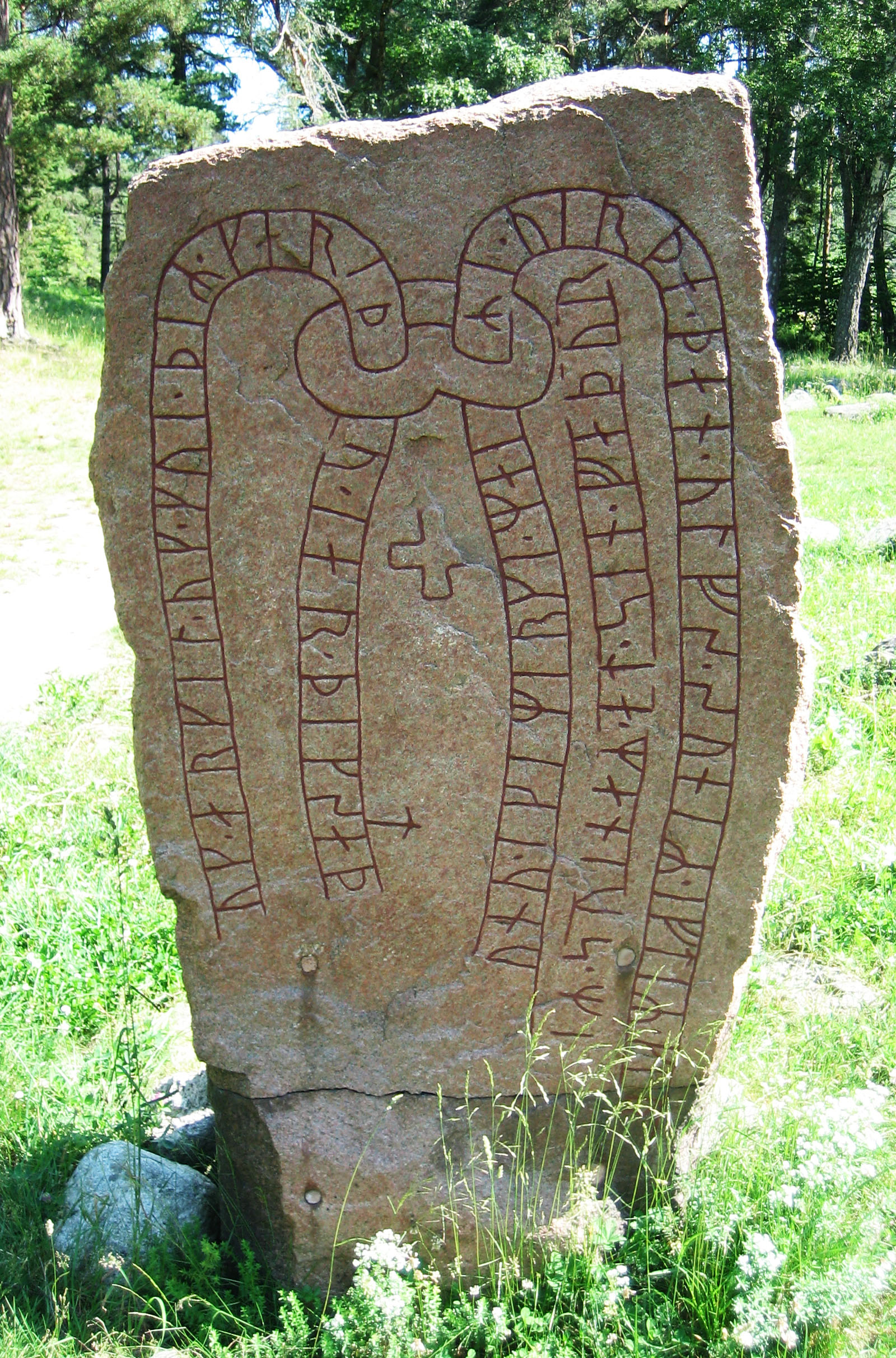
Runsten U 225 vid Arkels tingstad.
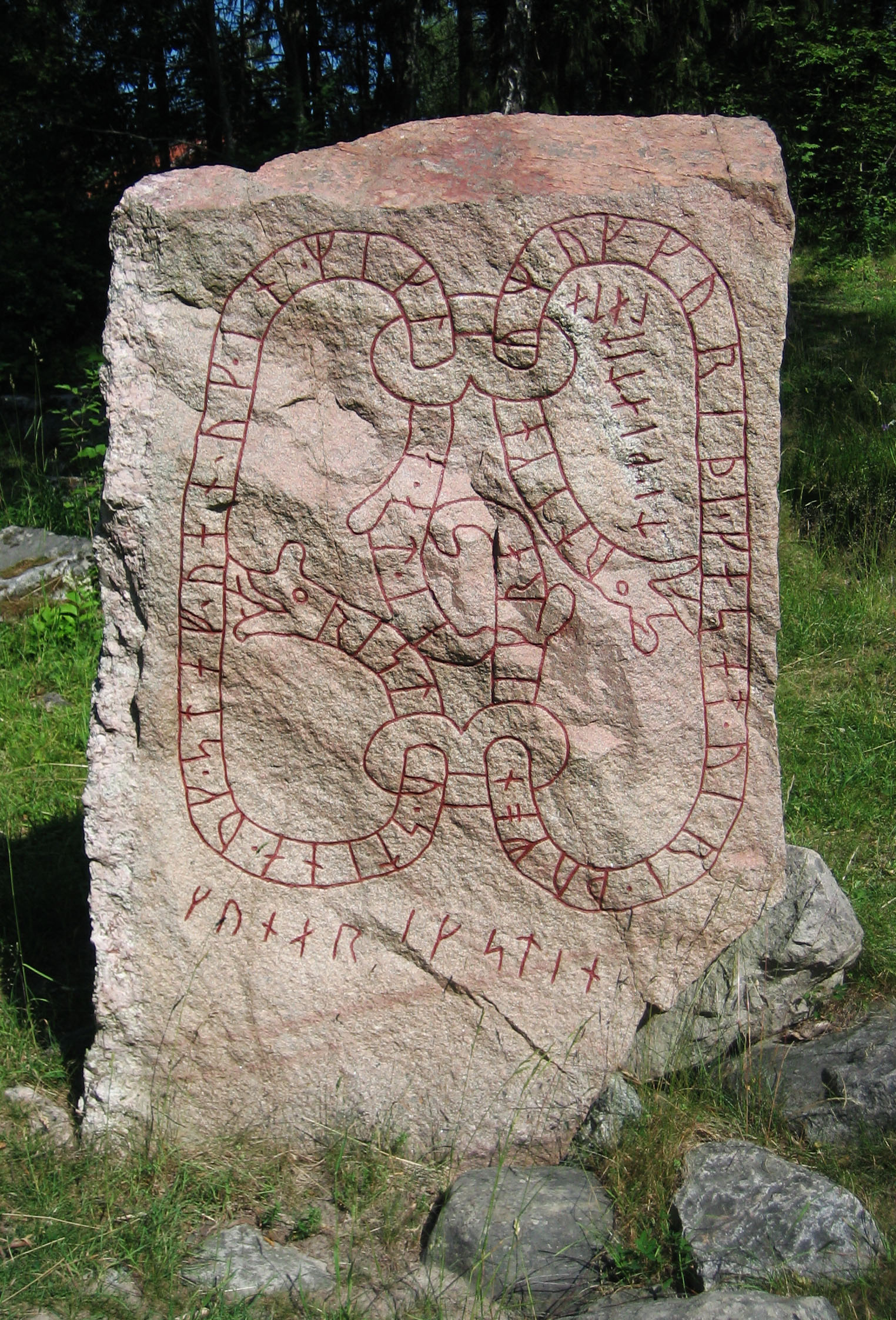
Runsten U 226 vid Arkels tingstad.
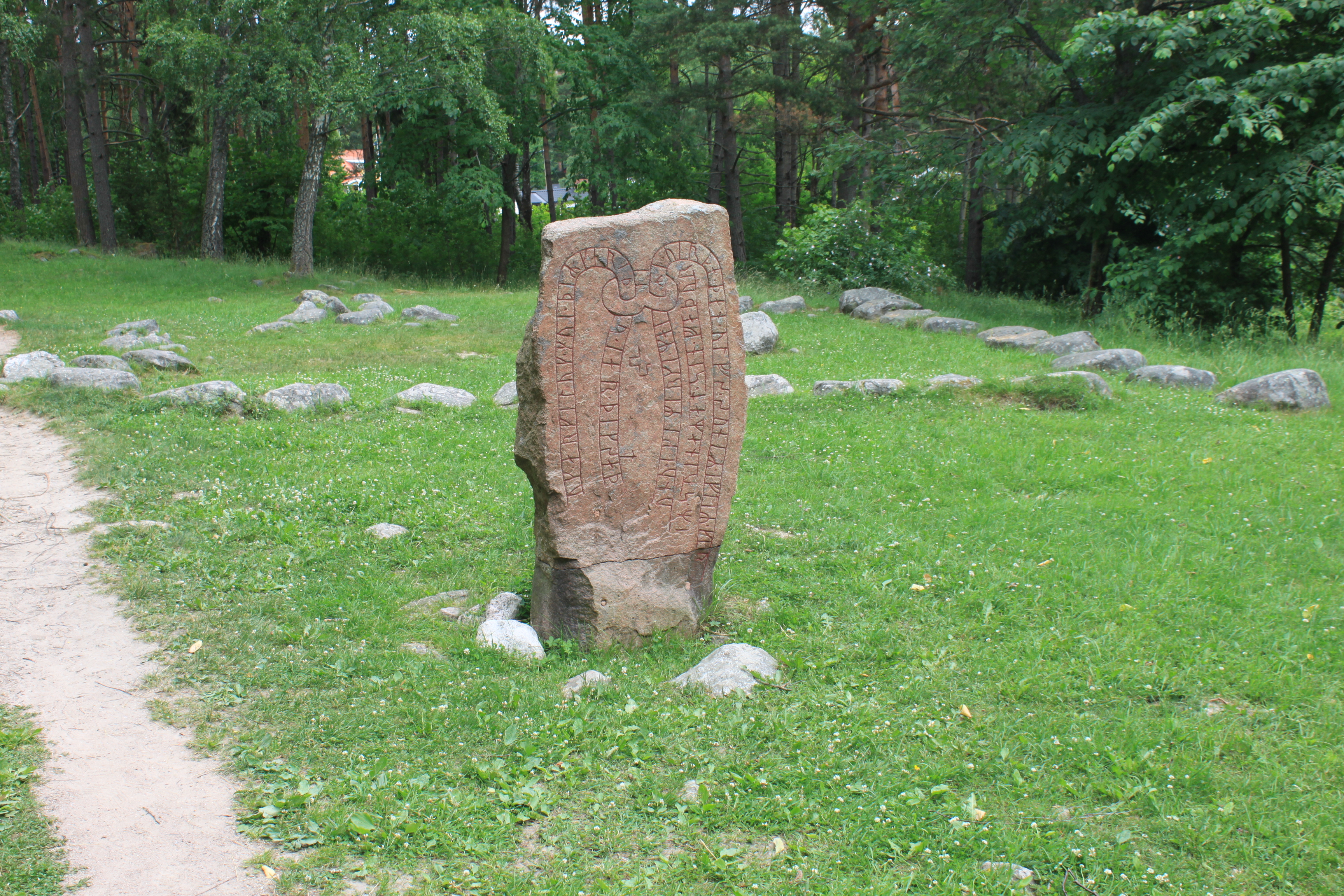
Arkels Tingstad.
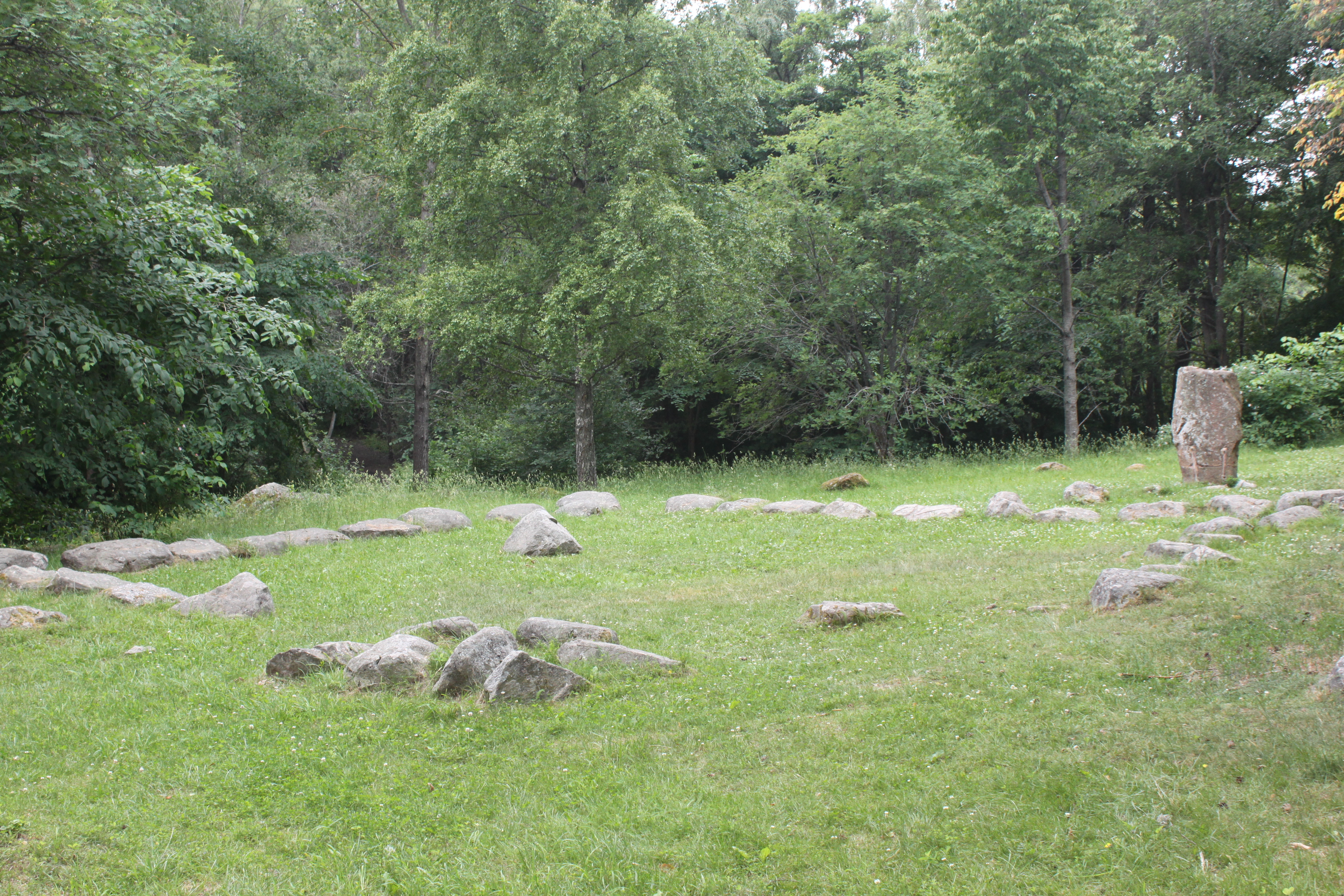
Arkels Tingstad.